# Kosmos (książka Carla Sagana)
Kosmos (tytuł oryginalny Cosmos, 1980) – książka popularnonaukowa autorstwa Carla Sagana oparta na serii filmów dokumentalnych Cosmos: A Personal Voyage, którą tworzył wraz z Ann Druyan i Stevenem Soterem. Polski przekład Marii Duch i Bronisława Rudaka ukazał się w 1997 roku nakładem wydawnictwa Zysk i Spółka.
Po sukcesie serii filmów Carl Sagan postanowił wydać opartą na nich książkę, twierdząc, że w tej formie mógłby przekazać najbardziej skomplikowane zagadnienia bardziej analitycznie, dokładniej i bardziej szczegółowo. Książkę wydano w 1980 roku. Częściowo dzięki popularności serii telewizyjnej książka spędziła 50 tygodni na liście bestsellerów Publishers Weekly i 70 tygodni na liście bestsellerów New York Timesa, i stała się najlepiej sprzedającą książką popularnonaukową, jaka kiedykolwiek została dotychczas opublikowana. W 1981 roku otrzymał nagrodę Hugo w kategorii za najlepszą książkę non-fiction. Ogromny sukces książki spowodował znaczny wzrost zainteresowania literaturą związanej z nauką. Kontynuacją książki jest Błękitna kropka. Człowiek i jego przyszłość w kosmosie (1994).

## Rozdziały
1. Wybrzeże kosmicznego oceanu
2. Jeden głos w kosmicznej fudze
3. Harmonia światów
4. Niebo i piekło
5. Blues dla Czerwonej Planety
6. Opowieści podróżników
7. Kręgosłup nocy
8. Podróże w czasie i przestrzeni
9. Żywoty gwiazd
10. Na krawędzi wieczności
11. Niezniszczalny ślad
12. Encyclopaedia Galactica
13. Kto ujmie się za Ziemią?